# Dasyurus spartacus
Квол бронзовий (Dasyurus spartacus) — представник родини Кволових. Проживає на крайньому півдні острова Нова Гвінея, зареєстрований на висотах 0–60 м над рівнем моря. Це нічний хижак, що мешкає в саванових рідколіссях. Середовища проживання зменшується під час сезону дощів, коли більша частина низинних районів затоплюється водою, обмежуючи проживання як хижака так і жертв меншими "острівними" середовищами.

## Загрози та охорона
Деякою мірою D. spartacus постраждав від людської практики полювання. Люди використовують собак для відстеження інших видів, але коли мисливські собаки зустрічають кволів, вони вбивають їх. Хижацтво, ймовірно, також походить від диких собак. Вплив котів на цей вид невідомий, одначе один здобутий зразок був вбитий котом. Шкоди середовищу проживання виду могли завдати інвазивні бур'яни (наприклад, мімози), та змінений режиму пожеж.